# Concert per a dos violins (Bach)
El Concert per a dos violins o Doble concert per a violí (BWV 1043), en re menor, és potser una de les obres més famoses i reconegudes de Johann Sebastian Bach i és considerada una de les obres mestres del Barroc. Bach la va compondre a Leipzig entre 1730 i 1731, probablement per a ser interpretada pel Leipzig Collegium Musicum. També existeix en un arranjament per a dos clavicèmbals, però transportada a la tonalitat de do menor (BWV 1062).
Aquest concert es caracteritza per la relació entre els dos violins solistes, la qual és més notable en el moviment més famós, un expressiu Largo ma non tanto. En aquest moviment, l'orquestra de corda es limita a acompanyar amb acords mentre tot el protagonisme se centre en els dos violins solistes.
El concert és compost de tres moviments:
1. Vivace
2. Largo ma non tanto
3. Allegro